# Leonardo Sierra
Leonardo Sierra Sepúlveda (10 oktober 1968) is een voormalig Venezolaans wielrenner.

## Carrière
Sierra werd in Santa Cruz de Mora geboren en is een dorpsgenoot van José Rujano. Hij was de eerste Venezolaanse wielrenner die furore maakte in Europa, onder meer met winst in een Giro-etappe in 1990. 
Leonardo Sierra's meest memorabele moment kwam in de vierde etappe van de Vuelta van 1995 en luidde tevens het einde van zijn loopbaan in. Vol voor het oog van de draaiende camera kreeg hij slaande ruzie met de Spanjaard Ramón González Arrieta. Het leverde een kolderiek schouwspel op waarna beide renners door de directie uit koers werden genomen. Sierra werd eveneens op staande voet ontslagen door zijn werkgever Carrera en keerde niet meer terug in het profpeloton.

## Belangrijkste overwinningen
1988
- Pan-Amerikaans kampioenschap op de weg

1990
- Ronde van Friuli
- 17e etappe Ronde van Italië
- etappe Ronde van Puglië

1991
- 4e etappe Vuelta al Tachira
- 7e etappe Vuelta al Tachira
- 9e etappe Vuelta al Tachira
- 11e etappe Vuelta al Tachira
- Eindklassement Vuelta al Tachira
- Ronde van Trentino
- Nationaal kampioenschap Venezuela

1993
- 2e etappe Vuelta al Tachira
- 4e etappe Vuelta al Tachira
- 5e etappe Vuelta al Tachira
- 7e etappe Vuelta al Tachira
- Eindklassement Vuelta al Tachira

## Resultaten in voornaamste wedstrijden
| \| Jaar \| Ronde van Italië \| Ronde van Frankrijk \| Ronde van Spanje \| \| ---- \| ---------------- \| ------------------- \| ---------------- \| \| 1990 \| 10e (1) \| \| \| \| 1991 \| 7e \| \| \| \| 1992 \| opgave \| \| \| \| 1993 \| 39e \| 34e \| \| \| 1994 \| 63e \| \| \| \| 1995 \| \| 50e \| uitgesloten \|(*) tussen haakjes aantal individuele etappe-overwinningen - 1989 - Eurocar-Mosoca-Galli - 1990 - Selle Italia-Eurocar - 1991 - Selle Italia-Magniarredo - 1992 - ZG Mobili - 1993 - ZG Mobili - 1994 - Carrera Jeans-Tassoni - 1995 - Carrera Jeans-Tassoni - (en) Profiel van Leonardo Sierra op ProCyclingStats - Profiel van Leonardo Sierra op Cyclebase.nl - (en) Profiel van Leonardo Sierra op Firstcycling.com - (en) Profiel van Leonardo Sierra op olympedia.org - Profiel van Leonardo Sierra op De wielersite |                  |                     |                  |
| Jaar | Ronde van Italië | Ronde van Frankrijk | Ronde van Spanje |
| 1990 | 10e (1)          |                     |                  |
| 1991 | 7e               |                     |                  |
| 1992 | opgave           |                     |                  |
| 1993 | 39e              | 34e                 |                  |
| 1994 | 63e              |                     |                  |
| 1995 |                  | 50e                 | uitgesloten      |